# Unser Wien
Unser Wien - Arisierung auf österreichisch (Notre Vienne – Aryanisation de l'Autriche) est un livre coécrit par Stephan Templ et Tina Walzer qui précise comment des centaines d'entreprises juives de Vienne ont été saisies par les nazis et jamais restituées. 

## Les auteurs
- Tina Walzer est une historienne d'art, qui s'est spécialisée dans l'étude de la spoliation à grande échelle et de la vente forcée à des prix dérisoires des œuvres d'art détenus par les Juifs.

- Stephan Templ est un journaliste basé à Prague et travaillant pour le Frankfurter Allgemeine Zeitung.

## Contexte
Publié en 2001, le livre répertorie pour la première fois les centaines de biens importants appartenant à des Juifs, saisis par les nazis et qui n'ont jamais été rendus à leurs propriétaires d'avant la Seconde Guerre mondiale. Le livre donne les noms de ces fameux bénéficiaires.
La première partie du livre, écrite par Walzer, décrit les différentes méthodes de pillage employé par les nazis et le destin des victimes juives, avec des références pour des cas particuliers et des exemples qui fourniront un contexte historique et politique à la seconde partie du livre.  
Le New York Times note que ce qui différencie ce livre, ce n'est pas tant l'histoire qui est déjà largement connue, mais les détails de la seconde partie du livre, appelée La topographie du vol, qui liste plus de 500 entreprises avec leur adresse, leur ancien propriétaire et leur propriétaire actuel. 
La seconde moitié du livre, compilée par le coauteur Templ, s'apparente à un parcours guidé présentant l'ampleur des confiscations de biens juifs à Vienne sous le nazisme, et les histoires s'y attachant.

## Quelques exemples tirés du livre
Un grand nombre de politiciens, avocats, juges, docteurs, artistes ou sportifs ont pu améliorer leurs standards de vie après 1938.  Le livre cite entre autres, parmi ces profiteurs :
- Adolf Schärf (1890-1965), avocat, membre du Parti social-démocrate d'Autriche et président d'Autriche de 1957 à 1965: il s'installe avec sa famille à l'automne 1938, quelques mois après l'Anschluss, au 1 Skodagasse, dans la maison d'Arnold Eisler, un avocat et ancien collègue en fuite.
- Franz Vranitzky, membre du Parti social-démocrate d'Autriche, chancelier fédéral d'Autriche de 1986 à 1997: le père de sa femme, Karl Clemens Kristen, a acquis en 1938 pour la somme de 3 220 reichsmarks la société orthopédique Normalia propriété d'Ernst et Fanny Fürth. Le paiement est fait sur un compte bloqué au nom d'Ernst Israel Fürth. Le prix est égal à un mois de bénéfice de Normalia. Mme Christine Vranitzky, femme du chancelier, hérite de l'entreprise à la mort de son père et possède toujours des parts dans l'entreprise. Aucune compensation financière n'a été offerte aux héritiers Fürth.
- Franz “Ferry” Dusika (1908-1984), un des plus célèbres cyclistes autrichiens des années 1930 : déjà nazi avant l'Anschluss, il aryanise en 1938 l'entreprise de bicyclettes d'Adolf Blum située au 45 Brünner Straße, ainsi que les entreprises de commercialisation de radios de Walter Liechtenstein au 106 Währingerstrasse et de Risa Mohr au 20 Meidlinger Hauptstrasse, celle de Walter Mandl au 22 Klosterneuburgerstrasse et la cordonnerie de Naftali Pluznik au 8 Kleine Sperlgasse.
Malgré ce sombre passé, la plus grande halle de sport multifonctions indoor d'Autriche porte le nom de Ferry-Dusika-Hallenstadion.
- Karl Böhm (1894-1981), célèbre chef d'orchestre autrichien qui a dit un jour :

«  Solange noch ein Jude in der Ostmark lebt, werde ich nicht zum Taktstock greifen
Aussi longtemps qu'un Juif vit dans l'Ostmark, je ne prendrai pas mon bâton de chef d'orchestre »
Böhm acheta pour un prix dérisoire la villa Gessner au 70 Sternwartestrasse, villa construite en 1907 par Hubert Gessner en style Jugendstil. La maison appartenait avant-guerre à un Juif, Paul Regenstreif, et a été aryanisée en 1942 par Karl et Thea Böhm.
Parmi les établissements célèbres aryanisés, Templ cite entre autres :
- la Grande Roue de Vienne et le café au Prater qui étaient détenus par le Juif Eduard Steiner. En 1938, il est forcé de céder la grande roue, une des attractions majeures de Vienne, à un consortium, avant d'être déporté et assassiné à Auschwitz en 1944. Le consortium était la propriété d'Alfons Wilfert (40 %), de Johann Michna (20 %), de Franz Öhlwein (20 %) et de Josef Oertel (20 %).
- Les deux hôtels de luxe, le Bristol et l'Imperial Hotel, détenus partiellement avant-guerre par le Juif Samuel Schallinger, déporté et assassiné en 1942 au camp de concentration de Theresienstadt, ont été aryanisés et non restitués aux héritiers.
- Il en est de même du Cafe Bräunerhof, connu avant-guerre sous le nom de Sans Souci, ainsi que de nombreux autres cafés et restaurants comme le fameux Zu Den Drei Husaren
- Le bâtiment de la maison de couture Goldman & Salatsch sur la Michaelerplatz, construit dans la vieille ville par l'architecte Adolf Loos, a été saisi en 1938 par la société Opel. Une photo du livre montre le bâtiment avec le nom Opel et un immense drapeau nazi à croix gammée entre les quatre piliers centraux.
- La fameuse Majolica Haus, conçue par l'architecte Otto Wagner en pur style Jugendstil, appartenait avant-guerre au Juif Wilhem Frankl. Elle est saisie par les nazis après que les autorités ont certifié que son propriétaire était fou.
- Le Neue Kronen-Zeitung, journal qui a soutenu le politicien d'extrême droite Jörg Haider, était avant-guerre détenu partiellement par l'éditeur juif Leopold Lipschütz. Ses héritiers n'ont reçu qu'une très faible indemnisation.
- Un tiers des emplacements du marché à l'air libre Nasch de Vienne ont été aryanisés, ainsi que la moitié des pharmacies de la ville, 74 cinémas, la chaine de boulangerie Anker, le tailleur sur mesure Knize et les boutiques de lingerie Palmers. La liste inclut aussi 70 000 appartements et des milliers d'œuvres d'art.

Bien que plusieurs gouvernements autrichiens, y compris l'actuel, se soient penchés sur le problème de la restitution des biens spoliés, de nombreux cas restent non résolus, car les biens ont changé de mains de nombreuses fois. Les survivants qui essaient de réclamer les biens de parents décédés sont souvent bloqués car ils ne sont pas les anciens propriétaires ou leurs parents proches, ou parce qu'ils n'ont pas assez d'argent pour engager un bon avocat ou pour rembourser le nouveau propriétaire.           
Walter Pollak, le fils d'Arthur Pollak, copropriétaire d'une usine d'allumettes, a été obligé d'abandonner des bureaux dans le centre de Vienne. Il décrit la compensation dérisoire qu'il a reçue : « En 1946, Papa a reçu une compensation pour sa part d'un tiers dans l'affaire. C'était juste assez pour acheter une Buick de seconde main, la seule voiture qu'il ait jamais possédée. »
Hans Peter Manz, conseiller diplomatique à la chancellerie, a accueilli favorablement le livre. Il souligne les efforts du gouvernement pour fournir une compensation financière. Le gouvernement a mis de côté une somme d'environ 130 millions d'euros pour la restitution des biens, avec jusqu'à présent environ 18 000 demandes reçues. « Ce n'est que de l'argent, c'est tard et ce n'est pas assez, et cela doit être distribué aussi vite que possible, car le nombre de demandeurs diminue rapidement, mais notre but est de donner à autant de gens que possible, y compris les héritiers, une vraie chance d'obtenir ce qui est à eux. »
Unser Wien donne des précisions sur les lieux où sont détenus les archives et autres documents pouvant aider ceux qui désirent rechercher leurs biens familiaux. Comme résultat, les archives d'État ont été inondées par des demandes de recherche. « Du monde entier, ils viennent ici ou écrivent ou téléphonent » dit Hubert Steiner, l'archiviste chargé des documents concernant les biens aryanisés.   
Les auteurs sont en train de préparer un livre qui couvrira le reste de l'Autriche, et entre autres les confiscations des stations thermales et des stations de sport d'hiver détenues avant-guerre par des Juifs. Ce livre mentionnera aussi la propriété du populiste d'extrême droite Jörg Haider, qui vivait sur un domaine de 1 600 hectares, qui appartenait à un couple juif et que sa famille a acquis légalement pour une bouchée de pain.

## Controverse
Le livre expose des secrets de longue date concernant la période nazie en Autriche, et a permis d'initier de très nombreuses demandes légales de restitution.
« Les Autrichiens se sont pendant de nombreuses années considérés comme les premières victimes  d'Adolf Hitler, qui a occupé son Autriche natale en mars 1938. Mais deux historiens ont à présent montré dans quelle mesure les Autrichiens étaient les premiers profiteurs de la guerre, agissant rapidement pour exproprier les biens des Juifs de Vienne.
Dans le pillage de leurs voisins juifs, les Viennois ont joué un rôle prépondérant pour le Reich de mille ans, écrivent Tina Walzer et Stephan Templ dans leur nouveau livre acerbe concernant la soi-disant aryanisation des biens juifs à Vienne, où 200 000 Juifs vivaient autrefois. »
La communauté juive a bien sûr été satisfaite de voir le livre publié. Néanmoins, Erika Jakobowitz, directrice générale du bureau du président de la communauté juive autrichienne, Ariel Muzicant, doute que le livre ai une réelle signification pratique : « Je pense qu'il sera difficile de restituer ces biens à leurs propriétaires, car tous les dossiers afférents devront être présentés. Les propriétaires devront prouver qu'il n'y a pas eu d'accords antérieurs concernant ces biens, et que s'il y en a eu, ils étaient extrêmement injustes. Le principe en question ici est extrêmement important, mais entre celui-ci et gagner un procès, il y a un long chemin. »
Peter Moser, l'ambassadeur autrichien aux États-Unis a traité le livre de tintamarre congelé et isolé d'un autre âge!

## Affaire Templ
Le co-auteur Templ est lui-même impliqué en 2005 dans une affaire de restitution qui va se poursuivre pendant une décennie en procédures judiciaires.
En 2015 Templ est condamné à un an de prison pour avoir omis de mentionner le nom d'une tante éloignée dans une demande au nom de sa mère pour la restitution de biens spoliés en 1938 à ses parents juifs. Les BBC News notent que les journalistes sont persuadés que la peine de prison est liée aux critiques faites par l'auteur concernant l'action du gouvernement en matière de restitution des biens juifs.
Le 21 septembre 2015, 75 historiens spécialistes de la Shoah, adressent une lettre à l'ambassadeur d'Autriche à Washington, protestant contre l'imminente incarcération de Templ et lui demandant d'intervenir auprès du président autrichien :
« En tant que chercheurs qui avons écrit ou enseigné la Shoah ou d'autres génocides, nous sommes profondément troublés par l'emprisonnement imminent d'un historien et journaliste juif autrichien qui a dénoncé les défaillances de l'Autriche concernant le retour des biens juifs saisis pendant la période nazie.
Le crime pour lequel Templ a été accusé et condamné à un an de prison, concerne l'omission du nom d'une parente éloignée dans sa demande pour la retour des biens saisis de sa famille. Cette affaire aurait pu être résolue par la famille Templ devant une cour civile. La décision du gouvernement autrichien d'intervenir en poursuivant et en mettant en prison Templ est perçue comme une réaction excessive extrême à l'important livre de Templ, Our Vienna: Aryanization Austrian-Style, qui critique la politique autrichienne concernant la restitution des biens juifs. 
S'il vous plaît, veuillez transmettre au président Heinz Fischer notre demande urgente afin qu'il reconsidère son rejet de l'appel de Mr Templ contre sa sentence de prison. »
Cette lettre est signée entre autres par : Navras Jaat Aafreedi; professeur à l'université Gautam Buddha en Inde; Irving Abella, professeur à l'université York au Canada; Gonzalo Álvarez Chillida, professeur à l'université complutense de Madrid; le Dr Edyta Gawron de l’université Jagiellonia à Cracovie en Pologne; David Kilgour; Claudia Koonz, professeur à l'université Duke en Caroline du Nord; Moishe Postone, professeur à l'université de Chicago; David S. Wyman, professeur à l'université du Massachusetts; Efraim Zuroff, directeur du Centre Simon-Wiesenthal à Jérusalem.